# Prunera
|  | «Pruna» redirigeix aquí. Vegeu-ne altres significats a «Pruna (desambiguació)». |

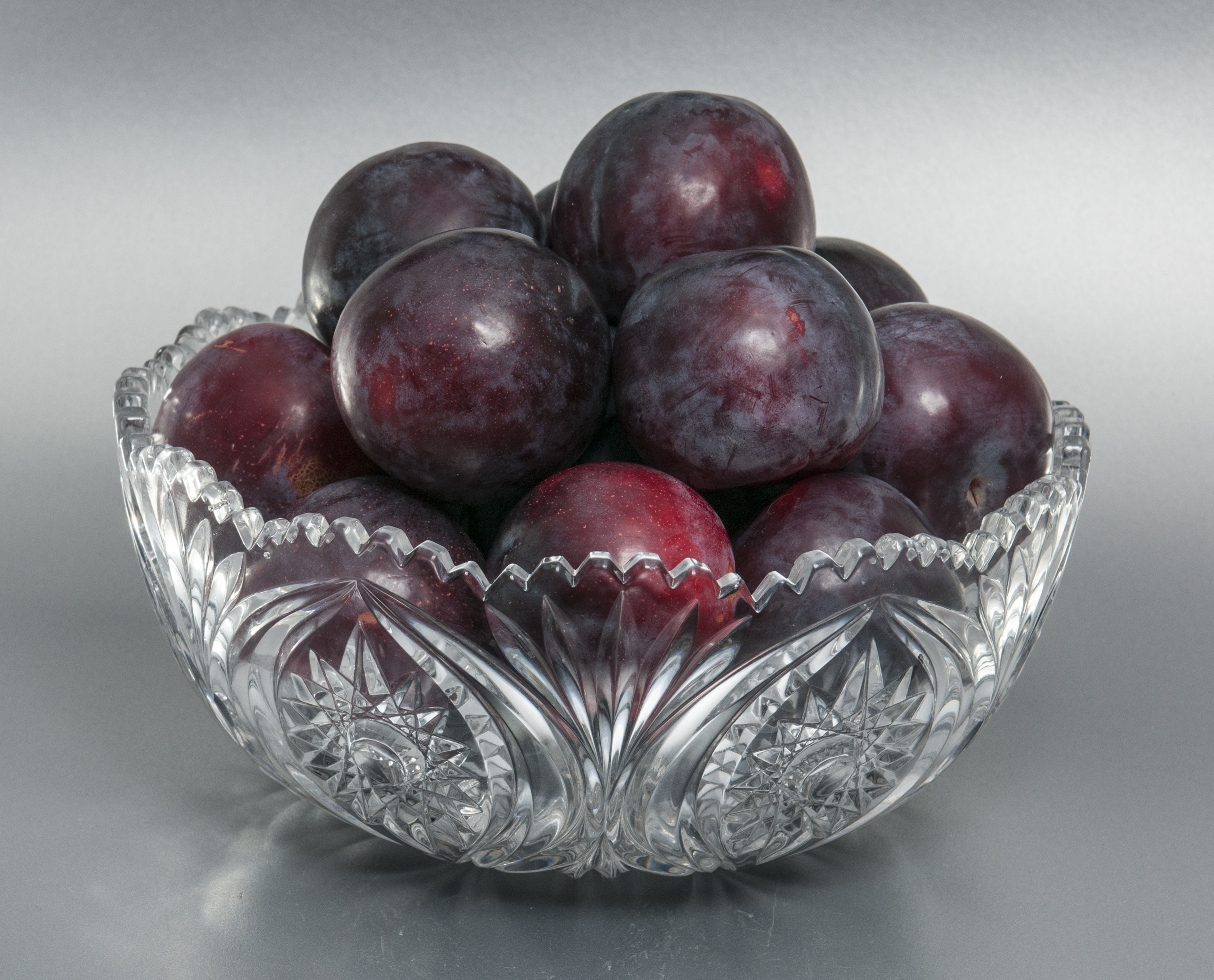

La prunera (Prunus domestica) és un arbre conreat principalment pel seu fruit, la pruna. Pertany a la família Rosaceae i al gènere Prunus. L'espècie Prunus domestica té el seu origen en el Caucas, Anatòlia i Pèrsia i es considera com l'espècie europea. També hi ha espècies conreades americanes i asiàtiques.

## Morfologia

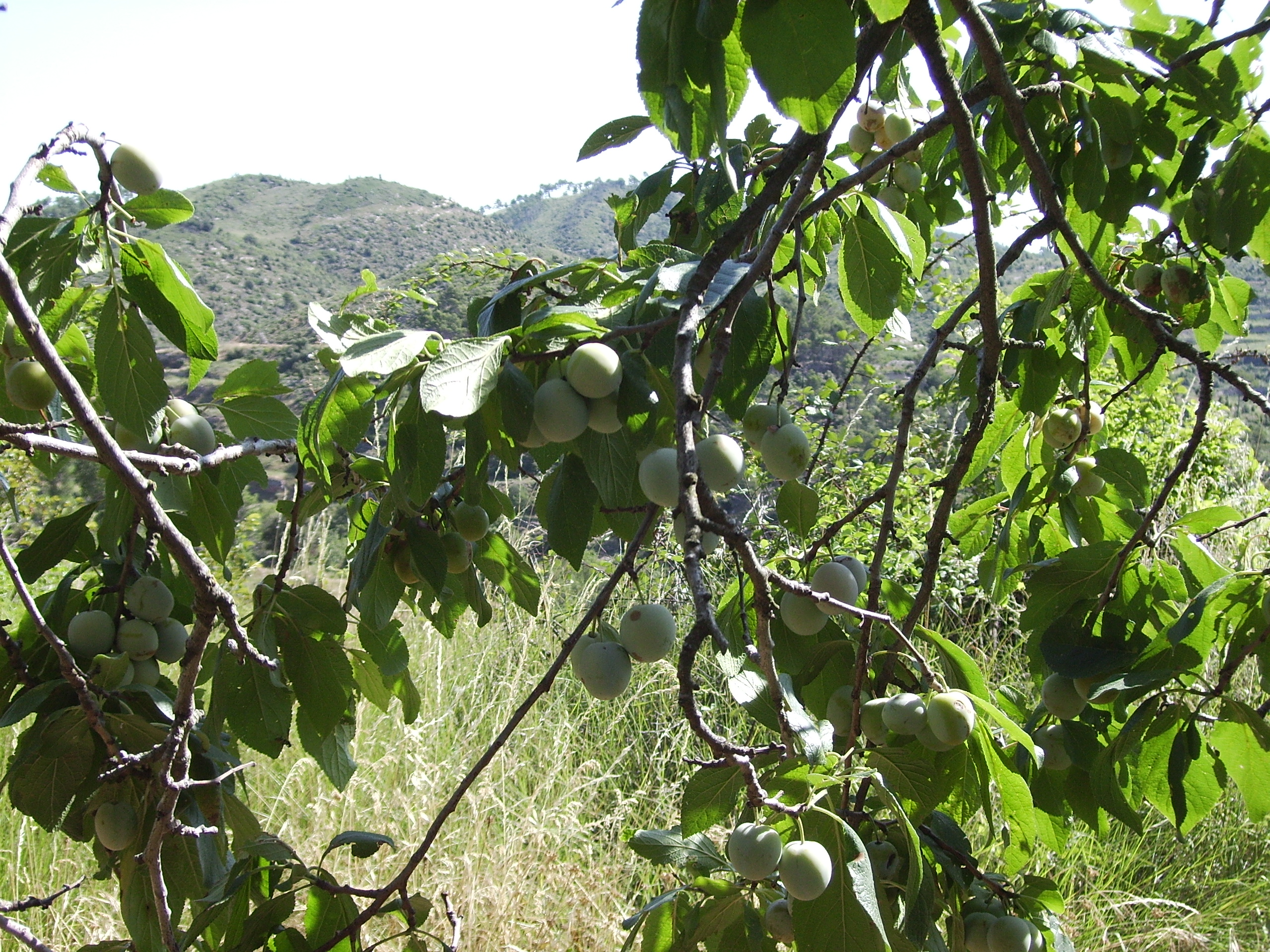
Prunera amb fruits var. Claudia verda a la Serra de Castelltallat

Es tracta d'un arbre caducifoli que pot arribar als 10 metres d'alçària però normalment es queda en 5 o 6 metres. El tronc és d'escorça bruna i blavosa brillant llis o esquerdat. Fulles oblongues serrades, finament piloses. Flors blanques i solitàries amb molts estams i anteres bilobulades. Fruit en drupa de color groc, vermell o violaci i recobert d'una cera blanquinosa. La llavor resta dins del pinyol o endocarpi.

## Varietats
- Golden Japan: prunera japonesa, gran vigor i molta fertilitat, fruits grocs molt primerencs que es cullen el juny.
- Santa Rosa: Fruits grossos i de pell vermella que es cullen el juliol.
- Reina Clàudia Verda: Fruit de color verd, adaptats a fer conserva es cullen de juliol a agost.
- Reina Clàudia d'Oullins: Fruit poc ensucrat, de color verd clar i daurat. Es cull el juliol.
- Stanley: Fruit ovalat de pell morada i groc verdós per dintre es cullen l'agost.

## Usos
És el més rústic dels fruiters i el que es pot conrear més al nord o a més altitud, no tant les espècies japoneses. Suporta millor que els altres arbres fruiters els sòls pesants o massa humits. Les feines de conreu són les habituals en tots els fruiters: llaurar, adobar, regar, si és el cas, desherbar, esporgar, fer l'aclarida de fruits i la collita. En l'agricultura, a més de productors de fruits també es fan servir diverses espècies o varietats de pruneres (prunera de sant Julià, dames, mirabolà, mariana) per a empeltar-hi altres fruiters com l'ametller, l'albercoquer, el presseguer o la mateixa prunera. Sobretot es fa servir perquè els arbres aguantin terrenys massa pesants o humits que podrien podrir les arrels.